# برازيليون برتغاليون
البرازيليون البرتغاليون هم البرازيليون الذين ينحدرون من أصل برتغالي ويعتبرون ثاني أكبر جالية أوروبية من حيث العدد بعد الطليان ويبلغ عددهم حوالي 5 ملايين ويعيشون أغلبهم في المدن الكبيرة مثل ريو دي جانيرو وساو باولو ويتكلم جميعهم اللغة البرتغالية ويعتنق أغلبهم المسيحية الكاثوليكية مع أقليات من البروتستانت والخمسينية والانجليكانية وإلحادية وروحانية واليهودية، تاريخ تواجد البرتغاليون في البرازيل يعود إلى القرن الرابع عشر عندما قام البرتغاليون بإحتلال البرازيل وعندما قام الرحالة البرتغالي بيدرو ألفاريز كابرال بإكتشافها.